# Netopýr brvitý
Netopýr brvitý (Myotis emarginatus) je druh netopýra z čeledi netopýrovití. Podobá se netopýru řasnatému (Myotis nattereri). Oproti netopýru řasnatému se liší zbarvením, chybějícím kartáčovitým lemem na ocasní bláně a esovitým prohnutím ostruhy. Tento netopýr byl poprvé popsán v roce 1806 francouzským přírodovědcem E. Geoffroyem. 

## Popis
Jedná se o teplomilný malý až středně velký druh netopýra. Jeho srst má rezavý odstín. 

## Výskyt
Netopýr brvitý žije v západní části Palearktické oblasti, nejsevernější potvrzený výskyt je na území Polska. V České republice se vyskytuje převážně na Moravě.  Netopýr brvitý byl lokalizován v následujících státech: Afghánistán, Albánie, Alžírsko, Andorra, Anglie, Arménie, Ázerbájdžán, Belgie, Bosna a Hercegovina, Bulharsko, Černá Hora, Česká republika, Chorvatsko, Francie, Gruzie, Írán, Itálie, Izrael, Jordánsko, Kazachstán, Kypr, Kyrgyzstán, Libanon, Lucembursko, Maroko, Německo, Nizozemsko, Omán, Polsko, Portugalsko, Rakousko, Rumunsko, Rusko, San Marino, Saúdská Arábie, Severní Makedonie, Slovensko, Slovinsko, Španělsko, Švýcarsko, Tádžikistán, Tunisko, Turecko, Turkmenistán, Ukrajina a Uzbekistán.

## Způsob života
Netopýr brvitý se živí především drobným hmyzem jako jsou pavouci a mouchy. Loví převážně v listnatých a smíšených porostech, ale i na loukách, sadech či v zemědělských objektech většinou poblíž vodní plochy. Letní kolonie jsou obvykle tvořeny samicemi v počtu desítek až stovek jedinců. Žijí na půdách a v jeskyních, často ve společnosti vrápenců. Zimuje jednotlivě na místech se stálou teplotou - v jeskyních, sklepích, štolách. 